# Cinquena circumscripció dels Pirineus Atlàntics
La cinquena circumscripció dels Pirineus Atlàntics és una de les 6 circumscripcions electorals per a l'Assemblea Nacional francesa del departament dels Pirineus Atlàntics situat a la regió de la Nova Aquitània.

## Composició
Està compon pels següents cantons:
- cantó d'Anglet-Nord
- cantó d'Anglet-Sud
- cantó de Baiona-Est
- cantó de Baiona-Nord
- cantó de Baiona-Oest
- cantó de Bastida
- cantó de Bidaxune
- cantó d'Hiriburu

## Diputats elegits
| Període   | Identitat   | Partit |
| --------- | ----------- | ------ |
| 2002-2007 | Jean Grenet | UMP    |
| 2007-     | Jean Grenet | UMP    |
|           |             |        |